# KrAZ Kuguar
KrAZ Kuguar (ukr. КрАЗ Кугуар, ang. KrAZ Cougar) – ukraiński samochód opancerzony na podwoziu Toyoty Land Cruiser 79 o napędzie 4×4 produkowany przez AvtoKrAZ na licencji nabytej od Streit Group. Znajduje się na wyposażeniu Sił Zbrojnych Ukrainy, Gwardii Narodowej Ukrainy, Państwowej Służby Granicznej Ukrainy oraz ukraińskiego Ministerstwa Obrony. Z pojazdów korzystała również specjalna misja OBWE na Ukrainie.

## Charakterystyka
KrAZ Kuguar produkowany jest w zakładach AvtoKrAZ na licencji pozyskanej od kanadyjskiej Streit Group.
KrAZ Kuguar to opancerzony pojazd kołowy na podwoziu Toyoty Land Cruiser 79 o napędzie 4×4. Jego długość wynosi 5,35 m, szerokość 2,03 m, a wysokość 2,11 m. Pancerz spełnia wymogi CEN BR6, a spód kabiny wytrzymuje wybuch o mocy dwóch granatów DM-51. Wnętrze jest klimatyzowane. Masa Kuguara to 5,9 t. Opony posiadają wkładki typu „run flat”. Pojazd może być zasilany silnikiem Diesla Toyoty 4 l o mocy 240 KM lub silnikiem benzynowym Toyoty 4,5 l o mocy 218 KM oraz posiada manualną pięciobiegową skrzynię biegów. Zbiorniki mogą pomieścić 180 l paliwa.
Dodatkowym wyposażeniem mogą być wyciągarki ratownicze, hak holowniczy, bezzałogowe stanowisko strzeleckie oraz osłony szyb balistycznych.
Kabina mieści od dwóch do trzech osób. Z kolei w przedziale desantowym jest miejsce dla sześciu osób. Alternatywnie pojazd może przewozić ładunek o masie 1000 kg.
Uzbrojenie Kuguara może stanowić zamontowany na dachu wielokalibrowy karabin maszynowy kalibru 12,7 mm, karabin maszynowy kalibru 7,62 mm lub granatnik automatyczny kalibru 40 mm.

## Użytkownicy
Ukraina
- Gwardia Narodowa Ukrainy. W sierpniu 2014 roku formacja otrzymała pierwsze sztuki pojazdów KrAZ Kuguar i KrAZ Spartan[2][5].
- Siły Zbrojne Ukrainy. 22 października 2014 roku pierwsze pojazdy dla armii ukraińskiej przekazano 16 Samodzielnemu Batalionowi Piechoty Zmotoryzowanej „Połtawa”[5].
- Państwowa Służba Graniczna Ukrainy. W lutym 2017 roku Państwowa Służba Graniczna Ukrainy poinformowała, że otrzymała pierwsze pojazdy KrAZ Kuguar[6].
- Ministerstwo Obrony Ukrainy zakupiło w 2021 roku pojazdy KrAZ Kuguar dla specjalnej służby transportowej za ponad 7 milionów hrywien[5].

Pojazdy KrAZ Kuguar wykorzystywane są przez Ukraińców w Donbasie.
 OBWE
Według doniesień ukraińskich działająca od marca 2014 roku specjalna misja OBWE w Ukrainie używa między innymi Kuguarów. Jedna z kolumn tych pojazdów była widziana w listopadzie 2014 roku w Krzemieńczuku. W 2018 roku zakłady AvtoKrAZ przeprowadziły konserwację pojazdów, których część została przemalowana z barw OBWE na ukraiński kamuflaż i przekazana Siłom Zbrojnym Ukrainy.